# 12310 Лондонраціо
12310 Лондонраціо (12310 Londontario) — астероїд головного поясу, відкритий 29 лютого 1992 року.
Тіссеранів параметр щодо Юпітера — 3,327.